# Morris Curotta
Morris Curotta, född 24 mars 1929, död 28 oktober 2002, var en australisk friidrottare. Han deltog vid olympiska sommarspelen 1948 och olympiska sommarspelen 1952.